# هايكيلي
هايكيلي (بالإنجليزية: Haikili)‏، حسب الدين الهاوائي، هو رب الرعد. وشقيق كلٍّ من هاي ياكا، ربة الجزر والجبال والمنجرفات والكهوف، وبيل (Pele)، ربة البراكين والنار، وآخرين. وقد ولد من فم إلهة الخصب هوميا.

## الأسطورة
يُروى أنَّ مُريدو هايكيلي يلزمون الصمت أثناء العواصف الرعدية. حيث ورد في الأسطورة أنَّ الحجرين المنصوبين في كهف كاهوكو هما في الأصل صبيان كانا قد كسرا صمتهما فتحولا إلى حجرين أثناء العاصفة.